# Машина Лейбніца

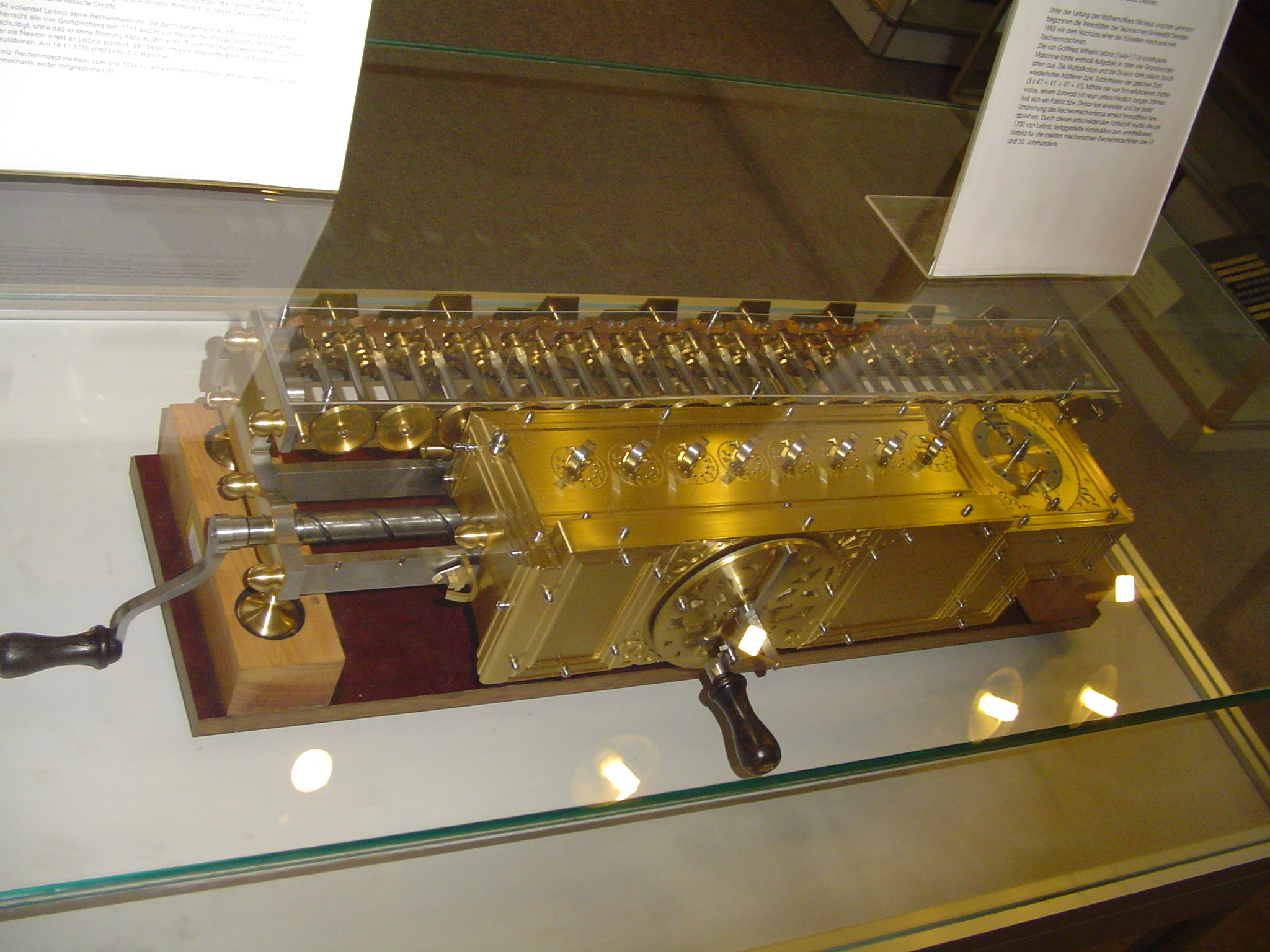

У машині Лейбніца використовувався принцип зв'язаних кілець підсумовуючої машини Паскаля, але Лейбніц ввів у неї рухомий елемент (прототип каретки настільного калькулятора), що дозволив прискорити повторення операції додавання, необхідне при перемножуванні чисел. Замість коліщат і приводів у машині Лейбніца використовувалися циліндри з нанесеними на них цифрами. Кожен циліндр мав дев'ять рядів виступів або зубців. При цьому перший ряд містив один виступ, другий ряд — два виступи і так аж до дев'ятого ряду, що містив відповідно дев'ять виступів. Циліндри з виступами були рухомими.